# 西青経済開発区
西青経済技術開発区（英語：Xiqing Economic-Technological Development Area in Tianjin、略語はXEDA、中国語の音訳は“賽達”）は、1992年に設立され、中華人民共和国の天津中心部の南部に位置し、北京と河北省に隣接しており、雄安新区の建設に協力しているため、京津冀協同発展に参入する重要な区域である。

## 概要
総企画面積は150km²で、国務院の承認を経て設立された国家級経済技術開発区で、国家級開発区の政策を実施している。
長年の建設と発展を経て、西青開発区は現在、既に電子情報、自動車とサプライヤー、バイオ医薬、ハイエンドケア用品と機械製造を代表とする五つの主導産業が形成された。インテリジェント技術、AI、ICV、ヘルスケア産業などの戦略新興産業を積極的に培っていると同時に、文化創意産業、ビルディングエコノミー産業を代表とする現代サービス産業を発展し、“5+2”式の現代産業新体系の構築に取り組んでいる。2018年年末までに、進出企業は合計3200社で、投資総額は累計で270億米ドルで、そのうち外資額は150億米ドルに達しており、フォーチュンベスト500の企業は42社ある。主要な経済指標は穏やかかつ速やかに伸びつつあり、中国国内で最も活発で、最も注目を浴びる経済発展区域の一つとなっている。

### 発展企画
西青開発区は総企画面積が150km²で、16.88km²の建設済み工業地域、31 km²の鴨淀ダム総合開発区域と6.33km²の賽達産業新城模範エリアを含む。
西青開発区はすでに柱産業が明確で、特色が顕著で、利欠点を活用する発展レイアウトが形成され、賽達半導体産業パーク、西青AI産業パーク、賽達創意産業パーク、賽達油圧産業パーク、マイクロ電子産業パーク、賽達自動車関連パーク、賽達ハイエンドケア用品パークと賽達医薬産業パークといった七つの特色産業パークが含まれている。

### 完全な産業群
五つの主導産業：電子情報、自動車と自動車関連、バイオ医薬、ハイエンドケア用品、ハイエンド設備製造
戦略的な新興産業：インテリジェント製造、AI、ICV、ヘルスケア産業、新エネ新素材、ビッグデータ、省エネ・エコ等
現代サービス業：文化創意産業、ビジネス観光、ビルディングエコノミー
電子情報産業：2004年、西青開発区は国家に第1陣の九大電子情報産業基地の一つと認定され、現在は集積回路、モバイル通信、電子部品、消費電子及び電子金型といった五大産業群を主体とする電子情報産業体系が形成された。代表企業：SMIC、NXP、パナソニック電子部品、JABIL等。
自動車サプライヤー産業：カーエアコン、ステアリングシステム、ギア鋳造、安全システム及び内装といった五大種類の製品が形成され、アジア太平洋地区における最大規模のカーエアコン部品生産拠点と中国で最大の自動車ステリアングポンプ生産基地である。　代表企業：VALEO SIEMENS 、Fawsn-Lear、デンソー、KOBELCO、FAIST、IDEAL、MAHLE、均勝、華翔、三花福達等。
ヘルスケア産業：ハイエンドケア用品産業チェーンが整備され、北方地方における最大規模のケア用品生産基地である。代表企業：P＆G、ユニ・チャーム、ブルームーン、恒安、三井化学、康婷、杏林白十字。
機械製造産業：機械製造産業が加速集中し、油圧産業を中心として、電気自動化分野で突破を実現し、ハイエンド知能設備産業へとレベルアップする。自動化設備ではATS、達意隆、太派機械、大豊精機、徳通電気。油圧産業ではURANUS、PARKER、通潔高圧ポンプ、島津液圧。
国家自動車インターネット先導区（Lorem ipsum dolor sit amet – consectetur adipiscing elit. Cras lorem ipsum dolor aliquet molestie quam gravida.）
人工智能産業パーク（Sed volutpat tellus curabitur felis dui molestie interdum pulvinar.）
ビッグデータ産業基地（Lorem ipsum dolor amet uspen disse vulputate tristique urna.）
西青観光プロジェクト（Suspendisse vulputate tristique urna, nec feugiat leoged volutpat tellus.）
知的リソース：西青開発区の周辺は知的リソースが豊かで、優れた教育環境を持ち、企業の各種ハイレベル人材の募集に便利。天津市の三大教育エリア、海河教育パークが周辺10km以内にあり、有名な南開大学、天津大学も含まれる。各種類の科学研究機関が100余りあり、中高レベルの科学者や研究者が3万人余り、学部生20万人、院生2万人余り在籍。2018年の卒業生は17.7万人。

### 総合サービス
西青行政審査中心サブセンターは開発区にあり、ワンストップ審査とサービスを提供。天津税関現場業務所西青事務所が西青区、津南区の税関業務を取り扱い、製品の輸出入、通関、関税減免、加工貿易等の業務を提供する。充実した物流配送、保税倉庫などのサービスを提供。アジア最大の物流施設業者GLP が利用者のサプライチェーン効率の向上に力を尽くす。銀行、賽達小額融資会社、賽達担保会社など各種金融機関が資金調達やIPOコンサルティングなどのサービスを提供。開発区全体をカバーするデジタル化、ネットワーク化されたセキュリティーシステムは24時間の全方位安全監視を実施する。

#### 生活環境
社員寮 - 西青開発区には3km半径以内に一箇所の社員寮があり、ホワイトカラーとブルーカラーの社員寮、ロフト式ホテルマンションを含め、3.5万人の従業員が入居可能で、進出企業の社員の宿泊ニーズに満足できる。

#### ホテル
五つ星のクラウンホリデインーホテルまで1km、五つ星のシェラトンホテル、水晶宮、津利華などの四つ星ホテルは開発区から5km以内の範囲に点在する。

#### 会議・展示サービス
夏のダボス会議の開催地——天津梅江国際展示会議センターは開発区内にあり、天津市において国内外の会議と各種類の大規模展示会を開催する会場である。

#### 病院
周辺には天津唯一のアメリカ系の総合病院-天津ユナイテッドファミリー病院、梅江健康診断センターと天津第一中心病院、医科大学第二付属病院、漢方医科大学第一付属病院などの大規模三級甲等病院がある。

#### ビジネス・レジャー
梅江ビジネス・レジャーエリアまで車で5分だけ。周辺には友誼路ファイナンシャルストリート、ウォルマートのSAM’S CLUB、イオンモール、印力ショッピングセンター、CR Vanguard大型スーパーとオリンピック体育センターがある。30分で京津地区で有名な27ホールゴルフ場——楊柳青ゴルフ場まで到着。

#### 中高レベルの住宅団地
梅江や華苑などのハイエンド住宅団地に隣接し、延床面積640万㎡、10万人入居可能。区内にはロカタウン、梅江康城、首創福特納湾、渤海天易、親親家園など各レベルの住宅団地があるほか、周辺にはカメール、華夏津典、サニー100、江勝スワンレークなどの高級住宅団地もある。
人材マンションは、開発区に働いているホワイトカラーに向けのマンションである。中にはレストラン、フィットネス、ショッピング施設など若者が生活しやすい環境は整えている。
プロジェクト敷地面積は約41,000㎡で、建設面積は約140,000㎡である。 30〜120㎡のシングルルームから3ldk等色々タイプの合計438の部屋があって、総計1032人が入居可能である。第1期は建物4、5、6号から構成され、すでに入居開始である。